# Live at the Fillmore East 2-11-69
Albums de Grateful Dead
Dick's Picks Volume 9
(1997) Dick's Picks Volume 10
(1998)
Live at the Fillmore East 2-11-69 est un album live du Grateful Dead sorti en 1997.
Ce double album reprend l'intégralité du concert donné au Fillmore East de New York le 11 février 1969. Il inclut notamment la toute première reprise de la chanson des Beatles Hey Jude par le Dead.

## Titres

### CD 1
1. Good Morning Little Schoolgirl (Williamson) – 9:19
2. Cryptical Envelopment (Garcia) – 1:55
3. The Other One (Weir, Kreutzmann) – 6:01
4. Cryptical Envelopment (Garcia) – 6:58
5. Doin' That Rag (Garcia, Hunter) – 5:28
6. I'm a King Bee (Slim Harpo|Moore) – 5:19
7. Turn On Your Love Light (Joseph Scott, Deadric Malone) – 17:07
8. Hey Jude (Lennon, McCartney) – 8:23

### CD 2
1. Introduction by Bill Graham – 1:19
2. Dupree's Diamond Blues (Garcia, Hunter) – 3:57
3. Mountains of the Moon (Garcia, Hunter) – 4:50
4. Dark Star (Garcia, Kreutzman, Lesh, McKernan, Weir, Hunter) – 12:29
5. St. Stephen (Garcia, Lesh, Hunter) – 7:50
6. The Eleven (Lesh) – 6:09
7. Drums (Kreutzman, Hart) – 2:43
8. Caution (Do Not Stop on Tracks) (Grateful Dead) – 13:26
9. Feedback (Grateful Dead) – 4:03
10. We Bid You Goodnight (trad.) – 9:05

## Musiciens
- Tom Constanten : claviers
- Jerry Garcia : guitare, chant
- Mickey Hart : batterie
- Bill Kreutzmann : batterie
- Phil Lesh : basse, chant
- Ron « Pigpen » McKernan : percussions, chant
- Bob Weir : guitare, chant